# Christiaan van Hessen-Wanfried
Christiaan van Hessen-Wanfried (Wanfried, 17 juli 1689 - Eschwege, 21 oktober 1755) was van 1731 tot aan zijn dood landgraaf van Hessen-Wanfried. Hij behoorde tot het huis Hessen-Kassel.

## Levensloop
Christiaan was de derde zoon van landgraaf Karel van Hessen-Wanfried en diens tweede echtgenote Alexandrine Juliana, dochter van graaf Emico van Leiningen-Dagsburg. Oorspronkelijk volgde hij als kanunnik in Straatsburg een geestelijke loopbaan, maar die wisselde hij in 1710 in voor een militaire loopbaan als brigadier in het leger van Hessen-Kassel.
Na de dood van zijn vader Karel nam hij in 1711 de regering van Hessen-Wanfried over. Zijn oudere halfbroer Willem keerde kort daarna terug naar Wanfried om de erfenis op te eisen. Het kwam tot een conflict tussen beide broers, dat door keizer Karel VI opgelost werd. Christiaan deed afstand van Hessen-Wanfried en kreeg in 1713 in de plaats het Slot van Eschwege toegewezen. Hij moest hiervoor wel het pand terugbetalen aan de hertogen van Brunswijk-Bevern, aan wie het slot sinds 1667 verpand was, evenals een jaarlijkse apanage van 7.500 gulden. Hij liet het slot uitbreiden en er een katholieke kapel bouwen. 
Christiaan was verloofd met Maria Augusta, dochter van vorst Anselm Frans von Thurn und Taxis. Keizer Karel VI beval echter de ontbinding van de verloving, zodat Maria Augusta in mei 1727 kon huwen met hertog Karel Alexander van Württemberg. Uiteindelijk huwde hij op 11 augustus 1731 met Maria Francisca (1698-1757), dochter van vorst Filips Karel van Hohenlohe-Bartenstein. Het huwelijk bleef kinderloos.
Na de dood van zijn halfbroer Willem in 1731 erfde Christiaan het landgraafschap Hessen-Wanfried. In 1732 verhuisde hij zijn residentie naar het Slot van Wanfried, maar in 1735 keerde hij terug naar Eschwege. Dat jaar verkocht hij eveneens de bezittingsrechten over de burcht Rheinfels aan het landgraafschap Hessen-Kassel.
In oktober 1755 stierf Christiaan op 66-jarige leeftijd, toen hij een beroerte kreeg op de trappen van de kerk van Eschwege. Hij werd bijgezet in de familiecrypte op de Hülfensberg. Hessen-Wanfried kwam na zijn dood in handen van landgraaf Constantijn van Hessen-Rheinfels-Rotenburg.